# レイレ・オラベリア
レイレ・オラベリア（Leire Olaberria Dorronsoro、1977年2月17日 - ）は、スペイン・ギプスコア県イカステギエタ出身 の女子自転車競技選手（トラック）。

## 経歴
2008年に中国の北京で開催された北京オリンピックでは、ポイントレースで銅メダルを獲得した。オランダのマリアンヌ・フォスが金メダルを、キューバのヨアンカ・ゴンサレスが銀メダルを獲得している。
世界選手権自転車競技大会トラックレース2010では、オムニアムで銅メダルを獲得した。2012年にイギリスのロンドンで開催されたロンドンオリンピックでは、オムニアムで13位となった。